# Natural Semantic Metalanguage
Le Métalangage Sémantique Naturel (Natural Semantic Metalanguage ou NSM) est une approche sémantique basée sur la réduction des concepts à des mots clés ou sèmes premiers (en anglais : primes, ou semantic primitives) afin d'analyser les concepts complexes ou même les scénarios. Ces sèmes premiers sont supposés être des concepts irréductibles ou atomiques.
Cette façon de voir plonge ses racines dans le XVIIIe siècle avec les travaux de Descartes et Leibniz.
Le NSM est une façon de décrire les mots et concepts d'une langue naturelle avec le moins de vocabulaire possible, comme dans un glossaire résolument simplifié.

## Vue d'ensemble
Les mots d'un langage humain sont analysables par une suite de primitives NSM, comme dans les exemples ci-dessous :
Plante: choses vivantes / ces choses ne ressentent rien / ces choses ne peuvent rien faire
Ciel: quelque chose de très grand / les gens peuvent le voir / les gens peuvent penser cela à propos de cette chose : « c'est un endroit / il est au-dessus de tous les autres endroits / c'est loin des personnes »
Triste: X ressent quelque chose / parfois quelqu'un pense quelque chose comme cela : « quelque chose de mal est arrivé / si je ne savais pas que c'est arrivé je dirais : "je ne veux pas que cela arrive" / je ne le dis pas maintenant parce que je sais : "je ne peux rien faire" » / à cause de cela, quelqu'un ressent quelque chose de mauvais / X ressent quelque chose comme cela
Fâché: je crois que quelqu'un a fait quelque chose de mauvais / je ne veux pas que quelqu'un fasse des choses comme cela / je veux faire quelque chose à cause de cela
Anna Wierzbicka a créé la théorie du NSM au début des années 1970. Elle a commencé avec seulement 14 primitives. En 2002, le NSM était passé à 61 primitives sémantiques. En 2014, Anna Wierzbicka et Cliff Goddard (en) ont augmenté le nombre de primitives à 65.
D'autres linguistes ont participé à l'élaboration de cette théorie, comme Cliff Goddard (en), Felix Ameka, Hilary Chappell, David Wilkins et Nick Enfield. Le métalangage NSM est très utilisé[réf. souhaitée] dans l'analyse des cultures et des mentalités qui leur sont liées.

## Les sèmes premiers
En 2002, la liste de termes en français (non définitive) est ainsi constituée pour Peeters :
Substantifsmoi, toi, quelqu’un, les gens (on), quelque chose, corps
Prédicats mentauxpenser, savoir, vouloir, ressentir, voir, entendre
Discoursdire, parole, vrai
Actions, événements, mouvementfaire, arriver, bouger
Existence et possessionil y a, avoir
Vie et mortvivre, mourir
Tempsquand, maintenant, avant, après, longtemps, peu de temps, quelque temps
Espaceoù, ici, au-dessus, sous, près, loin, côté, dans
Intensificateur, augmentateurtrès, plus
Quantificateursun, deux, quelques, beaucoup, tous
Évaluateursbon, mauvais
Descripteursgrand, petit
Taxinomie, partonomieespèce de, partie de
Similaritécomme
Déterminantscela, le même, autre
Ces premiers ont été testés dans différentes langues assez représentatives de la diversité des langues existantes. On peut donc supposer qu'ils sont universels. Les 9 langues tests sont : Polonais, Chinois, Malaisien, Laotien, Espagnol, Coréen, Mbula (Austronésien), Cree (algonquin), Yankunytjatjara (Aborigène)[réf. souhaitée].

## Liens
- Toki pona, langue artificielle réduite à 118 mots.
- Pirahã, langue amazonienne.
- Natural Semantic Metalanguage Homepage